# Correio Braziliense (1808)

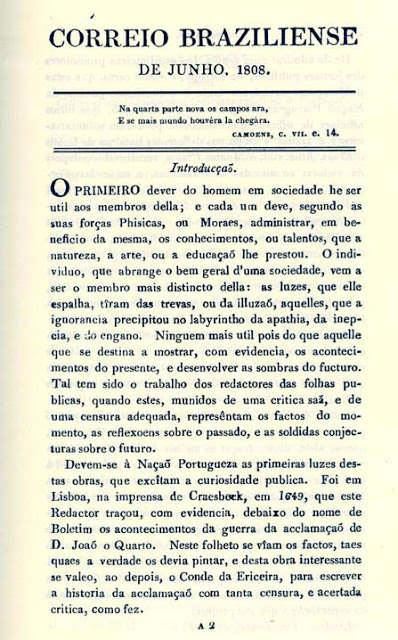
Frontispício da edição de junho de 1808:
Fala sobre o primeiro dever do homem em sociedade.

Correio Braziliense ou Armazém Literário foi um mensário português publicado por Hipólito José da Costa Pereira Furtado de Mendonça (à época grafado "Hippólyto") em Londres. Precursor dos chamados "jornais de Londres", é também considerado o primeiro jornal brasileiro — se contarmos os que não eram impressos no país. Circulou de 1 de junho de 1808 a 1 de dezembro de 1822, contando 175 números, agrupados em 29 volumes, editados durante 14 anos e 7 meses, ininterruptamente, com marcante pontualidade.
Nos tempos de hoje, o jornal se chamaria Correio Brasileiro. O gentílico "brasileiro" ainda não era consagrado no início do século XIX, e discutia-se qual a designação dos nascidos no Brasil. Hipólito da Costa, por exemplo, acreditava que o natural do Brasil era brasiliense; o português ou o estrangeiro estabelecido aqui, brasileiro; e o indígena, brasiliano.

## Características
Editado para o Mundo Lusíada, o jornal tinha (como hoje conserva a versão moderna homônima, Correio Braziliense, de Brasília) como divisa os seguintes versos de Luís de Camões publicados nos Lusíadas, canto VII, estrofe 14:
Na quarta parte nova os campos ara

E, se mais mundo houvera, lá chegara
Através desse veículo, remetido clandestinamente para o Brasil, Hipólito da Costa defendia ideias liberais como a de uma monarquia constitucional e o fim da escravidão, dando ampla cobertura à Revolução Pernambucana de 1817 e aos acontecimentos de 1821 e de 1822 que conduziriam à Independência do Brasil.
O periódico era dividido em quatro segmentos:
- Política, com a transcrição de documentos oficiais acerca dos negócios nacionais e estrangeiros; essa era, sem dúvida, a seção mais destacada do jornal.
- Comércio e Artes, contendo as publicações referentes ao comércio nacional e internacional. Hipólito sempre teve interesse com assuntos de Economia Política.
- Literatura e Ciências, com as informações de novas publicações na Inglaterra e Portugal, transcrições de obras científicas ou literárias, com respectivos comentários.
- Ciências e Miscelânea, como o nome indica, assuntos diversos, novidades do Brasil e Portugal e temas polêmicos. Continha duas subseções:
  - Reflexões, com os comentários dos principais acontecimentos, brasileiros ou portugueses, que o jornal divulgava.
  - Correspondência, comunicações oriundas dos leitores (assinadas, anônimas ou com pseudônimos).

O desconforto causado à Coroa Portuguesa pela publicação do periódico levou a que a mesma patrocinasse, à época, também em Londres, a publicação d’O Investigador Portuguez em Inglaterra, visando diminuir sua influência. Posteriormente, a partir de 1813, a Coroa viria a pagar mil  libras esterlinas por ano (equivalentes a 500 assinaturas) a Hipólito da Costa, por meio de um amigo seu, Heliodoro Jacinto de Araújo Carneiro, o que teria abrandado o tom das críticas do jornalista a partir de então.
Após a independência, Hipólito da Costa encerrou a publicação do jornal, visto que já não fazia sentido editar um jornal no exterior com o país independente.

### Informações gerais
O nome 'brasiliense' (como seria grafado hoje) devia‐se à aversão de Hipólito ao gentílico ‘brasileiro’, por este denominar originalmente a atividade de extrator de pau‐brasil, exercida por índios que o vendiam aos europeus e acabaram por emprestar o nome a todos os habitantes da América portuguesa.
Em formato de livro, não tinha colunas nas páginas.  Não havia anúncios.  Para manutenção do jornal, de periodicidade mensal, eram necessárias 300 assinaturas pontuais.
- Páginas por edição: geralmente, de 70 a 140
- Maior número de páginas: 236 (Nº 51, agosto de 1812)
- Menor número de páginas: 48 (Nº 175, dezembro de1822)
- Total de páginas: 21.525
- Subtítulo: “Armazém Literário”

### Algumas campanhas preconizadas no Correio Braziliense
Entre as campanhas preconizadas pelo Correio de 1808, destacam-se:
- Liberdade de imprensa
- Garantia da propriedade
- Introdução do júri
- Responsabilidade dos ministros
- Publicação dos orçamentos e das contas do Tesouro público
- Segurança de ninguém ser preso sem culpa formada (visto que Hipólito fora preso pela Inquisição)
- Reconhecimento do direito de associação e de petição
- Acesso de todos aos cargos públicos, eliminando-se os favoritismos
- Abolição da Inquisição, do juízo da inconfidência, dos foros especiais e das penas infamantes
- Mudança da Capital para o interior do País
- Combate ao despotismo dos governantes e às instituições anacrônicas
- Imigração europeia a determinados cultivos (colonos de várias origens: alemães, italianos, holandeses, irlandeses, escoceses, húngaros, etc.)
- Abolição da escravatura, de maneira gradual e controlada
- Instalação de alto-fornos no Brasil (precursores da implantação da siderurgia no Brasil: Hipólito da Costa e José Bonifácio de Andrade e Silva)
- Promoção do progresso do Brasil, erguendo-o da situação de colônia à Nação

### Opositores do Correio Braziliense
Diversos periódicos foram lançados em Londres, Paris, Hamburgo e Lisboa, para combaterem as idéias e ideais do Correio Braziliense. Os seus principais opositores foram:
1. "Argus Lusitano" ou "Cartas Analíticas", Londres (1809), em 4 edições
2. "O Investigador Portuguez em Inglaterra", Londres (1811-1819), em 23 volumes
3. "O Espelho Político e Moral", Londres (1813-1814)
4. "Microscópio de Verdades" ou "Óculo Singular", Londres (1814), em 7 edições
5. "O Portuguez" ou "Mercúrio Político", Londres (1814-1821), em 12 volumes
6. "O Observador Lusitano em Pariz" ou "Collecção Literária, Política e Comercial", Paris (1815)
7. "O Espectador Português", Londres (1816-1817), em 2 volumes
8. "Anais das Ciências, das Artes e das Letras, Paris (1818)
9. "Le Plenipotentiaire de la Raison", Hamburgo (1818)
10. "O Campeão Portuguez" ou "O Amigo do Rei e do Povo", Londres (1820-1821), em 4 volumes
11. "O Padre Amaro" ou "Sovela Política, Histórica e Literária", Londres (1820)
12. "Azorrague das Cortes Novas", Londres (1820)
13. "O Contemporâneo Político e Literário", Paris (1820)
14. "Folhetos portugueses contra o Correio"
15. "Abelha do meio-dia", Lisboa (1809)
16. "Reflexões sobre o Correio Braziliense", Lisboa (1809), em 8 fascículos